# Asthena bilineata
Asthena bilineata là một loài bướm đêm trong họ Geometridae.